# Riserva naturale dello stagno di Oulx
La Riserva naturale dello stagno di Oulx è un'area naturale protetta del Piemonte e si trova nella provincia di Torino. È classificata come sito di interesse comunitario (SIC) e fa parte di Natura 2000.

## Storia
Nel 1979 lo stagno d'Oulx viene inserito dalla società botanica italiana nel "Censimento dei biotopi di interesse vegetazionale meritevoli di conservazione in Italia", successivamente nel 1995 la Regione Piemonte lo include nell'elenco dei SIC, grazie alla Direttiva Habitat emanata dall'Unione europea del 1992 riconoscendone il valore naturalistico. Contemporaneamente la provincia di Torino istituisce l'Oasi di Protezione dalla caccia per tutelare l'avifauna e il delicato ecosistema umido del lago. Con la legge regionale 32/2004 dell'8 novembre 2004 è stata istituita la Riserva Naturale Speciale dello stagno, diventando un parco di competenza provinciale per salvaguardare i vulnerabili sistemi ambientali della torbiera.

## Territorio
Questa area naturale occupa una superficie di circa 82 ettari ad una altitudine compresa tra i 1.063 e i 1.249 m. nel comune di Oulx in alta Val di Susa. Lo Stagno di Oulx nasce come lago di cava creato dal riempimento di una cava estrattiva di argilla necessaria per fabbricare i mattoni per la costruzione del traforo del Frejus nella seconda metà del XIV secolo. Con l'abbandono della cava il lago si è trasformato in uno stagno circondato da estesi canneti, da torbiere e da prati igrofili dominati dalla presenza di carici ed pennacchi e intorno si è formata una vegetazione forestale.

## Flora
Intorno allo stagno si possono osservare delle specie vegetali ormai rare sull'arco alpino tra cui l'elleborina palustre (Epipactis palustris), una piccola orchidea dai fiori bianchi, la gramigna liscia o altissima (Molinia caerulea), l'aglio romano (Allium scorodoprasum), il giunco nero delle paludi (Schoenus ferrugineus), le quali si mischiano alle cannucce di palude (Phragmites australis). Tutto ciò è circondato da boschi composti da betulle e pini silvestri (Pinus sylvestris) con la contaminazione di frangole (Rhamnus frangula) e salici striscianti (Salix repens). 
La pineta è tipica delle zone alluvionate dal torrente, mentre dove si dirada si vedono composizioni di uva ursina (Arctostaphylos uva-ursi) e di olivello spinoso (Elaeagnus rhamnoides). In altre zone il pino silvestre si mescola con l'ontano e il suo sottobosco è formato dal caprifoglio peloso (Lonicera xylosteum), dal biancospino (Crataegus monogyna), dal ligustro (Ligustrum vulgare), dal Viburnum lantana e dalla Rosa rubiginosa. Dove le zone diventano più umide si osserva una prevalenza di alneti e la parte arbustiva è composta da viburno e pado (Prunus padus).
Nei versanti e nel fondovalle ci sono coltivazioni a prati.

## Fauna
Nella riserva si può osservare la fauna tipica delle foreste montane.
Tra i mammiferi si riscontra la presenza del lupo (Canis lupus) e del cervo.
Vicino al lago tra i boschetti e cespugli vive e nidifica il martin pescatore (Alcedo atthis), un uccello che appartiene alla famiglia degli Alcedinidi. È riscontrata anche la presenza del picchio nero (Dryocopus martius), mentre durante il periodo di migrazione è possibile trovare il cannareccione (Acrocephalus arundinaceus). 
Sempre presso le zone acquitrinose si può osservare la biscia dal collare (Natrix natrix). 
Considerando gli anfibi l'area naturale è habitat per il rospo comune (Bufo bufo), la salamandra pezzata (Salamandra salamandra) e la rana alpina (Rana temporaria).
È importante la presenza di specie di invertebrati considerate molto rare: il simpetro volgare (Sympetrum vulgatum), una libellula che vive in acque lentiche sopra i 1000 metri di altitudine,  il gambero di acqua dolce (Austropotamobius pallipes), il cui habitat sono le zone di ristagno d'acqua alla base del monte Cotolivier e il Philochthus mannerheimii, un carabide della famiglia dei coleotteri. È stata osservata la presenza anche di un mollusco acquatico noto solo in Piemonte, il Potamopyrgus antipodarum.

## Accesso
In auto da Torino si percorre la strada statale 24 del Monginevro passando per Pianezza, Avigliana, Susa e Oulx; oppure si prende la tangenziale di Torino poi l'autostrada del traforo del Frejus e si imbocca l'uscita per Oulx.
In treno si parte da Torino con la linea Torino-Bardonecchia e si scende alla stazione di Oulx.